# Shawn Crahan
Michael Shawn Crahan (24 september 1969, Des Moines, Iowa), beter bekend onder zijn pseudoniem Clown, is een Amerikaanse percussionist, vooral bekend als lid van de band Slipknot.
Tijdens optredens draagt hij altijd een clownsmasker
Crahan maakte in 2016 zijn debuut als regisseur met de film Officer Downe.
Crahan heeft verschillende albums geproduceerd, waaronder:
- 2000: L.D. 50 – Mudvayne
- 2001: Invitation to the Dance – 40 Below Summer
- 2002: Downthesun – Downthesun
- 2003: To My Surprise– To My Surprise
- 2005: The Imbuing – Gizmachi
- 2008: The American Nightmare – Dirtfedd